# Frankfurt (Oder)-Güldendorf
Frankfurt (Oder)-Güldendorf – były przystanek kolejowy we Frankfurcie nad Odrą, w kraju związkowym Brandenburgia, w Niemczech. Znajdował się tu 1 peron.
| Frankfurt (Oder)-Güldendorf       |
| Linia                             |
| Frankfurt (Oder)odległość: 2,4 km |